# 876

## Догађаји
- 8. април — Абасидска војска је поразила у бици код Дајр ел Акула војску сафаридског емира Јакуба ибн Лајса.
- 28. август — Краљ Лудвиг II Немачки умире у Франкфурту, припремајући се за рат против свог брата Карла Ћелавог, владара Светог римског царства. Источнофраначко краљевство је подељено између његова три сина: Карломан добија Баварску и себе проглашава „краљем Баварске”. Лудвиг Млађи добија Саксонију (са Франконијом и Тирингијом), а Карло Дебели добија Швабију (са Рецијом).
- 8. октобар — Битка код Андернаха: Франачке снаге, предвођене Лудвигом Млађим, спречавају инвазију Западних Франака и побеђују Карла Ћелавог. Рајнска област остаје део Источнофраначког краљевства.
- Велика паганска војска, предвођена Гутрумом, заузима тврђаву Верем (Дорсет), а са мора је дочекује викиншка војска (3.500 људи) која се искрцава у луци Пул. Краљ Алфред Велики хвата Викинге у замку и тражи таоце у замену за мировни споразум. Данци деле своје снаге; половина креће у Ексетер, где опседају град, док друга половина бежи у својим бродовима, али бивају изгубљени у олуји близу Свониџа.
- Викиншки овођа Халфдан Рагнарсон формално успоставља данско краљевство Јорк, након уклањања марионетског краља Риксигеа од Нортамбрије, и постаје његов први монарх.
- Патријарх Фотије се вратио у Цариград из изгнанства.

## Рођења
- Хенрик I Птичар, немачки краљ (у. 936)

## Смрти
- 28. август — Лудвиг I Немачки, краљ Источне Франачке (Немачке) (р. 804)